# Impaciencia del corazón (telenovela)
Impaciencia del corazón es una telenovela de época colombiana realizada por FGA Televisión para la Televisora Nacional en 1965, basada en la obra homónima de Stefan Zweig. Fue emitida por la  los martes, jueves y sábados en la noche. Constó de 24 capítulos, en los que relataba la historia de una joven paralítica que se da cuenta de su desgraciada existencia cuando se enamora de un joven militar.

## Reparto
- Aldemar García
- Jaime Monsalve
- Elisa de Montojo
- Karina Laverde
- Raquel Ércole
- Ramiro Corzo
- Ómar Sanchez
- Rocco Petrucci
- Julio César Luna

## Curiosidades
Marcó el debut del actor colombo-argentino Julio César Luna, considerado el primer galán extranjero de la televisión.